# Tit-Bits (Editorial Láinez/Récord)
Tit-Bits fue una revista publicada en la Argentina por Editorial Manuel Láinez desde 1909 hasta 1957, versión de la publicación inglesa homónima, y retomada por Ediciones Récord entre 1975 y 1982. 

## Primera época: 1909-1957
Manuel Láinez fundó la revista en 1909, recayendo su dirección en Rodolfo de Puga.
Durante los años 40, acogió tiras de prensa estadounidenses de grafismo realista y series de producción local:
| Años | Números | Título                | Guionista       | Dibujante                |
| ---- | ------- | --------------------- | --------------- | ------------------------ |
|      |         | Big Ben Bolt          | Elliot Caplin   | John Cullen Murphy       |
|      |         | Rusty Riley           | Frank Godwin    | Frank Godwin             |
|      |         | The Phantom           | Lee Falk        | Ray Moore                |
| 1949 |         | El Zorro              |                 | André Oulié, Carlos Eyré |
|      |         | Los estragos de China | Emilio Salgari  | Alberto Breccia          |
|      |         | La mano que aprieta   | Arthur B. Reeve | Alberto Breccia          |

## Segunda época: 1975-1982
En 1975, Ediciones Récord retomó la cabecera, incluyendo en ella las siguientes series:
| Años                | Números                   | Título                | Guionista            | Dibujante                     |
| ------------------- | ------------------------- | --------------------- | -------------------- | ----------------------------- |
| 1-5, 7, 65          | 5-10/1975, 1/1976, 8/1981 | Los Vikingos          | Diego Navarro        | Arturo del Castillo           |
| 1-10, 15            | 5/1975-4/1976, 9/1976     | El Maestro            | Mino Milani          | Aldo Di Genaro                |
| 4-5, Libro de Oro 1 | 9-10/1975, 12/1975        | Reno Regan            | Boni                 | Ernesto García Seijas         |
| Libro de Oro 1, 9,  | 12/1975                   | Watami                | Héctor G. Oesterheld | Jorge Moliterni               |
| Libro de Oro 1,     | 12/1975                   | Los Aristócratas      | Alfredo Castelli     | Ferdinando Tacconi            |
| 7-                  | 1/1976-                   | El hombre de Richmond | Andrea Mantelli      | Ernesto García Seijas         |
| Libro de Oro 2, 23- | 12/1976-05/1981           | Serie negra           | Guillermo Saccomanno | Horacio Altuna, Gustavo Trigo |
| Gran color 31-      | 2/1978-9/1980             | Perdido Joe           | Carlos Albiac        | Carlos Casalla                |
| 53-                 | 03/1980-                  | Mundos paralelos      | Ricardo Barreiro     | Víctor Toppi                  |

Finalizó en agosto de 1982, con su número 74.

## Tercera época: 1991
| Años | Números  | Título           | Guionista          | Dibujante                      |
| ---- | -------- | ---------------- | ------------------ | ------------------------------ |
| 1-4  | 3-6/1991 | El Visitante     | Ricardo Barreiro   | Víctor Toppi                   |
| 1-6  | 3-8/1991 | Aquí la muerte   | Carlos Albiac      | Oswal                          |
| 1-6  | 3-8/1991 | Cipango          | Eduardo Mazzitelli | Daniel Müller                  |
| 1-4  | 3-6/1991 | Duke & Stone     | Eduardo Mazzitelli | Carlos Casalla                 |
| 1-4  | 3-6/1991 | Banda de brujas  | Eduardo Mazzitelli | Carlos Gómez                   |
| 5-7  | 7-9/1991 | Infantería solar | Ricardo Barreiro   | Diego Navarro                  |
| 6-7  | 7-9/1991 | Los ángeles      | Alberto Ongaro     | Alberto Balbi/Cacho Mandrafina |